# Neopetrolisthes
Genre
Neopetrolisthes est un genre de crabes porcelaine qui vivent sur les anémones de mer.

## Liste des espèces
Selon World Register of Marine Species (17 mars 2020) :
- Neopetrolisthes alobatus (Laurie, 1926)
- Neopetrolisthes maculatus (H. Milne-Edwards, 1837)
- Neopetrolisthes spinatus (Osawa & Fujita, 2001)

## Étymologie
Le genre Neopetrolisthes doit son nom à sa proximité avec le genre Petrolisthes.